# Pericoma equalis
Pericoma equalis är en tvåvingeart som beskrevs av Tonnoir 1934. Pericoma equalis ingår i släktet Pericoma och familjen fjärilsmyggor. Inga underarter finns listade i Catalogue of Life.